# NGC 6650
NGC 6650 este o galaxie situată în constelația Dragonul. A fost descoperită în 11 septembrie 1883 de către Lewis A. Swift. Se află la o distanță de 101,63 megaparseci de Pământ.